# Adolf Freiherr von Büsing-Orville

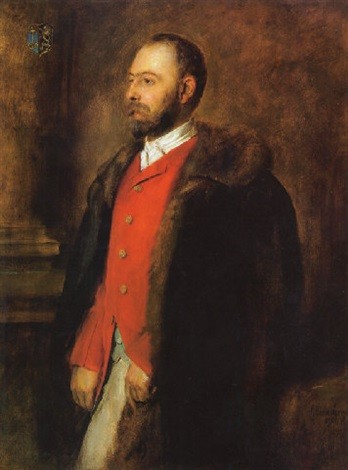
Adolf Freiherr von Büsing-d’Orville, Gemälde von Franz von Lenbach, 1901

Adolf Büsing, seit 1901 Freiherr von Büsing-Orville (* 17. Juni 1860 in Frankfurt am Main; † 13. April 1948 in Locarno), war ein deutscher Unternehmer, der als Eigentümer verschiedener historischer Gebäude zu deren Ausbau bzw. Erhaltung als Kulturdenkmale beitrug.

## Leben

### Verwandtschaft
Seine Urgroßeltern waren Jacob Philipp d’Orville (1773–1842) und Anna Gertrud d’Orville geb. Pottgießer (auch Pottgeisser) (1783–1820). Der Urgroßvater gründete gemeinsam mit dessen Bruder Peter George d’Orville (auch Pierre) (1778–1829) einen Filialbetrieb der Gebrüder Bernard in Regensburg, der später zum Hauptsitz werden sollte.
Sein Großvater mütterlicherseits war Adolph Heinrich d’Orville (1808–1883), Tabakfabrikant in Offenbach am Main, der 1835 Emilie Louise Rosine Krafft (1810–1880) heiratete, eine Tochter des Philipp Casimir Krafft (1773–1836, ebenfalls Tabakfabrikant in Offenbach) und dessen Ehefrau Louise Christiane Krafft geb. Heintz.
Sein Vater war Friedrich Alexander Alverich Büsing (* 6. Juni 1820 in Südende, Ortsteil von Rastede im Landkreis Ammerland; † 22. August 1894 in Hamburg), der am 21. August 1858 in Offenbach am Main die 19-jährige Bertha Justine d’Orville (* 8. Juni 1839 in Offenbach am Main; † 4. Oktober 1914 ebenda) heiratete.
Adolf Freiherr von Büsing-Orville war in erster Ehe (1899 - 1906) mit Edla Edle von Loessl und in zweiter Ehe mit der 25 Jahre jüngeren Luise Wilhelmine Pauline Aurelie Laura, geb. Gräfin von Bothmer (* 14. Januar 1885) verheiratet, einer Tochter des bayerischen Generals Felix Graf von Bothmer (1852–1937). Diese zweite Ehe wurde am 5. Dezember 1924 in München geschieden.

### Bernardbau in Offenbach (ab 1883)
Der Besitz sowie das Unternehmen der Familie d’Orville ging durch Erbschaft auf Adolf von Büsing-Orville über. Er ließ ab 1883 große Verwaltungs- und Lagerbauten, die heute als Bernardbau bekannt sind und das Stadtarchiv, das Haus der Stadtgeschichte und verschiedene Ämter beherbergen, auf der dem Büsing-Palais gegenüber liegenden Seite der Herrnstraße errichten.

### Büsing-Palais in Offenbach (1899–1920)
Ab 1899 ließ der am 30. April 1901 zum Freiherrn geadelte (persönlicher Adelsstand) Adolf Freiherr von Büsing-Orville den Architekten Wilhelm Manchot das alte, traditionsreiche Herrenhaus zum herrschaftlichen Wohnsitz im Stil des Neorokoko umgestalten. Die Arbeiten von Manchot, der als Professor an der Städelschule in Frankfurt am Main lehrte, zogen sich in mehreren Bauabschnitten bis 1907 hin, da die Räume während des Umbaus bewohnt blieben. In den Gebäuden hielten nun Bequemlichkeiten Einzug, die in Offenbach damals noch selten waren: Zentralheizung, elektrisches Beleuchtung und Badezimmer. Das von Franz Brechenmacher geschaffene schmiedeeiserne Tor zum Innenhof des Büsing-Palais wurde 1893 auf der Weltausstellung in Chicago gezeigt. Im Jahr 1920 bot von Büsing-Orville das Palais der Stadt zum Kauf an. Die Schnupftabakfabrik Gebr. Bernard, die seit 1733 in Offenbach ansässig war, zog nach Sinzing bei Regensburg in Bayern.

### Schloss Zinneberg bei Glonn im oberbayerischen Landkreis Ebersberg (1898–1927)
Schloss Zinneberg wurde mit seinem langgestreckten Trakt mit Mittelrisalit Anfang des 19. Jahrhunderts angeblich nach Entwürfen von Leo von Klenze im Stil des Klassizismus errichtet und 1904–1905 durch Friedrich von Thiersch erneuert. Westlich schließen sich Reste der spätmittelalterlichen Burg (1640) an, um 1905 und nochmals nach Brand 1938 erneuert; an den Ostteil ein quergestellter Treppengiebelbau mit Durchfahrt, um 1905 von Thiersch im Stil der Inn-Salzach-Bürgerhäuser erbaut; daran anschließend ein Orangeriebau in neobarocken Formen, 1904 ebenfalls von Thiersch. In der südlich und nördlich des Schlosses gelegenen Parkanlage aus dem 19. Jahrhundert im englischen Stil steht im südlichen Teil ein um 1900 erbauter Monopteros. An der nordöstlichen Parkmauer liegt eine um 1900 entstandene Kapelle. 
Schon in den ersten Jahren des 1. Weltkrieges stellte Freiherr von Büsing-Orville einen Teil des Schlosses als Lazarett mit 60 Betten zur Verfügung. Es wird erzählt, dass besonders seiner jungen Frau, Lis genannt, diese Einrichtung wichtig war. Als Tochter des berühmten Generalobersten Felix Graf von Bothmer war es für sie ein persönliches Anliegen und sie half bei der Pflege der verwundeten Soldaten häufig selbst mit.
Nach der Inflationszeit ging das Gut am 14. September 1927 für 735.000 Reichsmark in den Besitz der Schwestern vom Guten Hirten über. Das Schloss dient heute unter deren Trägerschaft als Einrichtung der Jugendhilfe für Mädchen aus schwierigen Verhältnissen und beherbergt zusätzlich einen Kindergarten.

### Schlossbrauerei Egmating (Zinneberger Bier)
In der Nacht vom 20. zum 21. August 1911 brannten die Ökonomiegebäude der Adolf Freiherr von Büsing-Orville gehörenden Schlossbrauerei Egmating nieder. Um den Absatz der mit großem finanziellen Aufwand wiederaufgebauten Brauerei zu sichern und zu steigern, kaufte er umliegende Wirtschaften auf, wie Berganger, Schönau, Moosach (alter Wirt), Wildenholzen (Kellerwirt), Bruck, Glonn (Postwirt), Schießstätte.

### Stegmühle als Wasserwerk
1903 kaufte von Büsing-Orville die „Stegmühle“, eine Glonner Sägemühle, und ließ sie in den nächsten Jahren zu einem Wasserwerk umbauen. So sicherte er die Wasserversorgung für Schloss Zinneberg.

### Gestütshof Sonnenhausen
1901 beauftragte Adolf Freiherr von Büsing-Orville den Münchener Architekten Wilhelm Spannagel mit dem Neubau des Gestütshofs Sonnenhausen. Der Stall war konzipiert für ca. 50 Halbblüter. Dazu kamen eine Krankenstallung und auch Baderäume für die Pferde. Für Reiterfeste ließ er eine Reitbahn schaffen, versehen mit einer Zuschauergalerie und einer Musikloge. 1905 ließ er durch Friedrich von Thiersch den Gestütshof durch den Bau einer Reithalle wesentlich vergrößern.

### Gutshof Niederseeon
1907 beauftragte von Büsing-Orville Friedrich von Thiersch mit dem Um- und Ausbau des Gutshofs Niederseeon zu einem Reiterhof.

### Schützenhaus Glonn-Zinneberg
1910 ließ von Büsing-Orville für die Feuerschützengesellschaft Glonn-Zinneberg, die nach wie vor auf dem Schloss Zinneberg ihre Schießen abhielt, eine neue Feuerschießstätte mit Schützenhaus erbauen.

### Steinsee
Von der Fischerei Petzinger in Wildenholzen erwarb Adolf Freiherr von Büsing-Orville den Steinsee und ließ seinen neuen Besitz sofort mit einem Lattenzaun als Einfriedung umgeben. Das frühere Badepublikum blieb dadurch ausgesperrt. In der Folge kam es zu einem „offenen Brief“, in dem der Freiherr aufgefordert wurde, „das Seebad der kleinen Leute“ wieder freizugeben.

### Zukauf von Höfen und Boden
Nach und nach kaufte von Büsing-Orville Bauernhöfe in der näheren Umgebung auf. Teilweise wurden einzelne Grundstücke oder auch ganze Höfe von den dortigen Bauern zum Kauf angeboten. So umfasste sein Gesamtgrundbesitz im Jahre 1912 schon ca. 900 ha, später sogar 1200 ha. Er brachte insgesamt 38 Höfe und Häuser in seinen Besitz. Bald bildete sich ein Bürgerausschuss gegen Großgrundbesitz.

### Schloss Chateau de Prangins bei Nyon in der Schweiz (1925–1940)
Dieses Schloss, ursprünglich im 17. und 18. Jahrhundert von Baron Guiger Prangins errichtet, erwarb 1859 Jérôme Napoléon Bonaparte-Patterson II., Sohn von Jérôme Bonaparte und der Cousine des Kaisers Napoleon III. Nach mehreren Eigentümerwechseln erwarben es 1919 der letzte österreichische Kaiser Karl I. und dessen Frau Zita. Von 1925 bis 1940 war es Eigentum von Adolf Freiherr von Büsing-Orville. Nach Beschlagnahme durch das Militär ist das Schloss Prangins seit 1998 der Westschweizer Sitz des Schweizerischen Nationalmuseums und präsentiert mit seinen Ausstellungen und Veranstaltungen die jüngere Geschichte der Schweiz.

### Sterbeort
Adolf Freiherr von Büsing-Orville starb am 13. April 1948 in Locarno am Lago Maggiore als Liechtensteiner Staatsbürger.

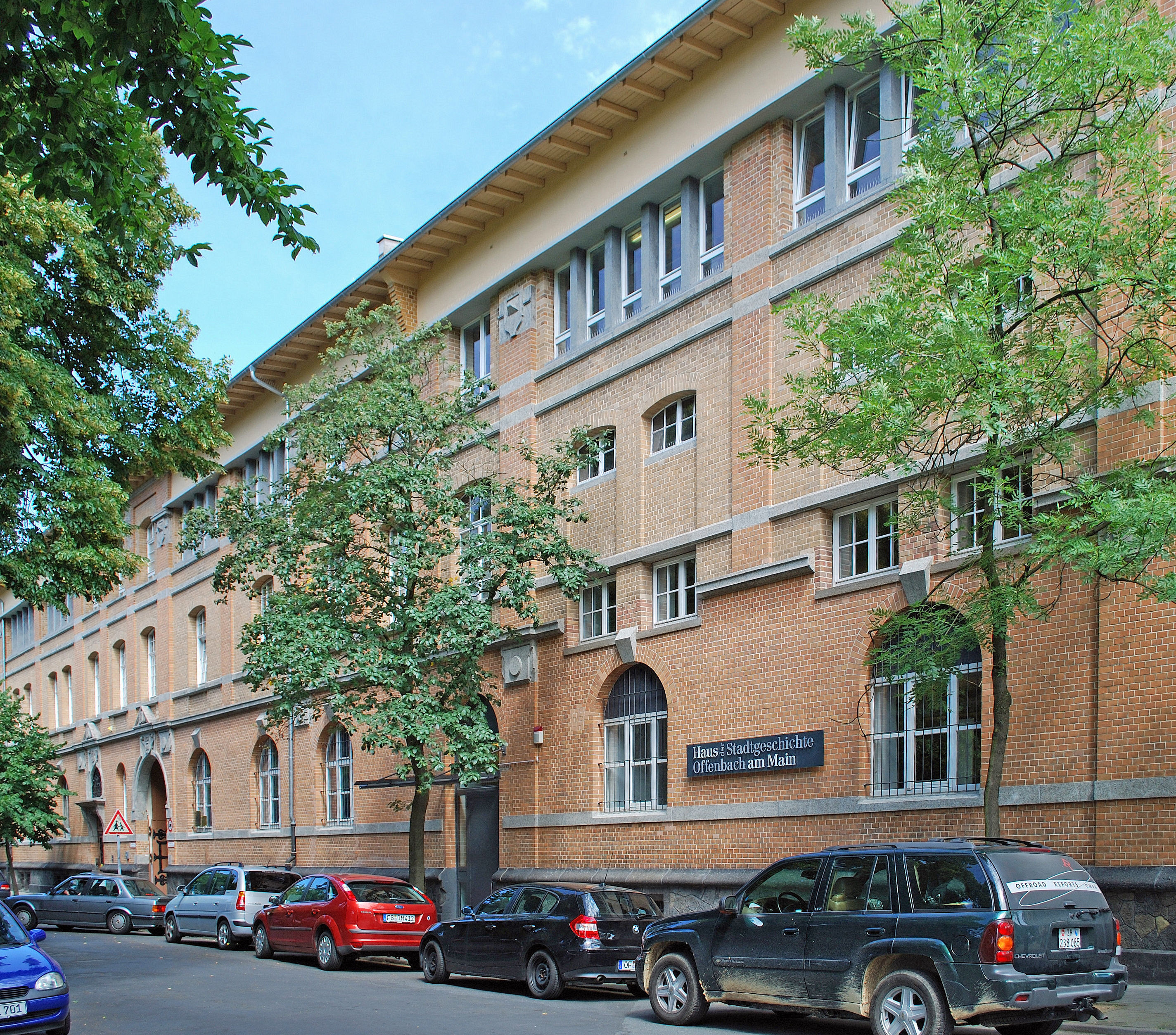
Bernardbau in Offenbach (1883)
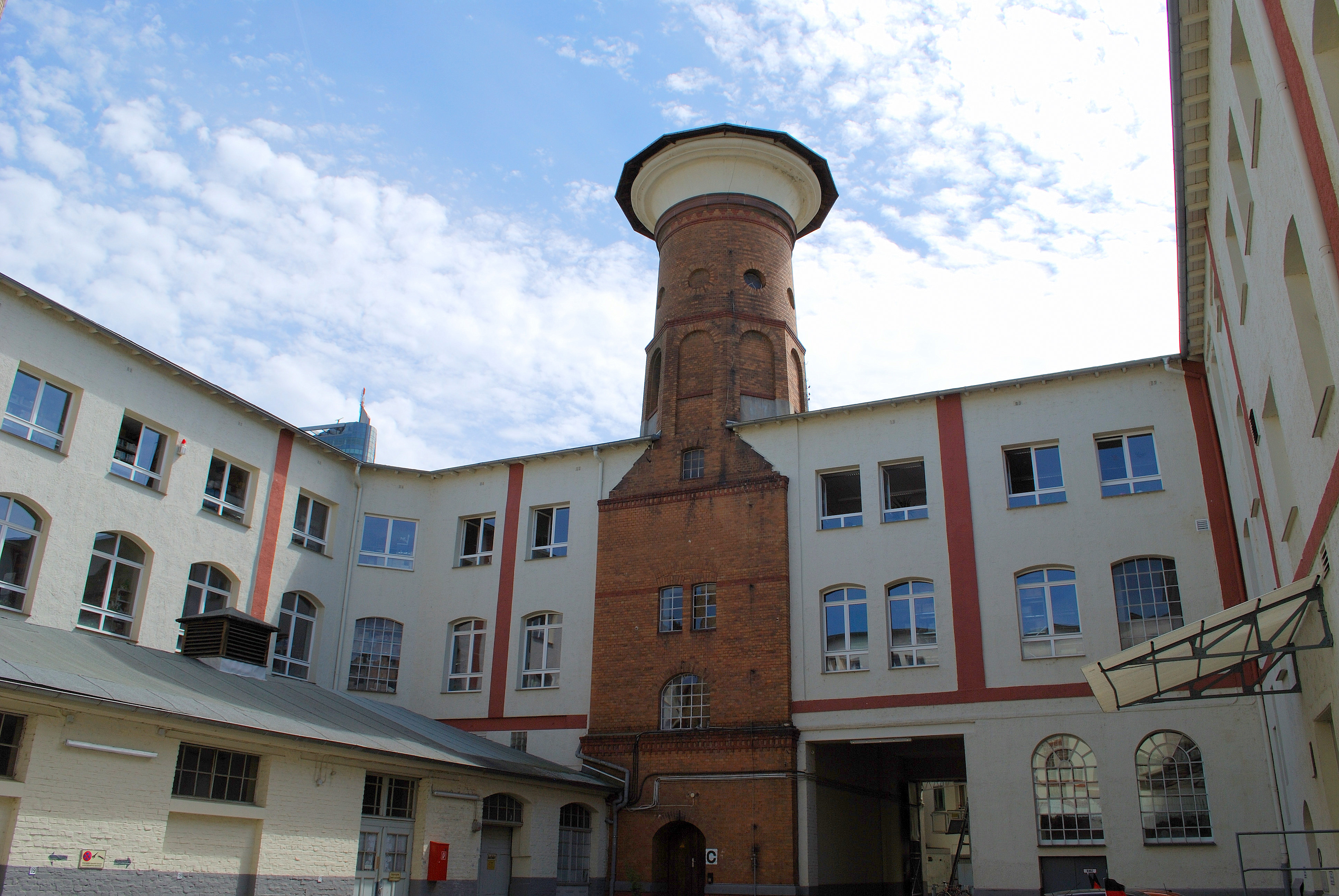
Bernardbau in Offenbach (1883)
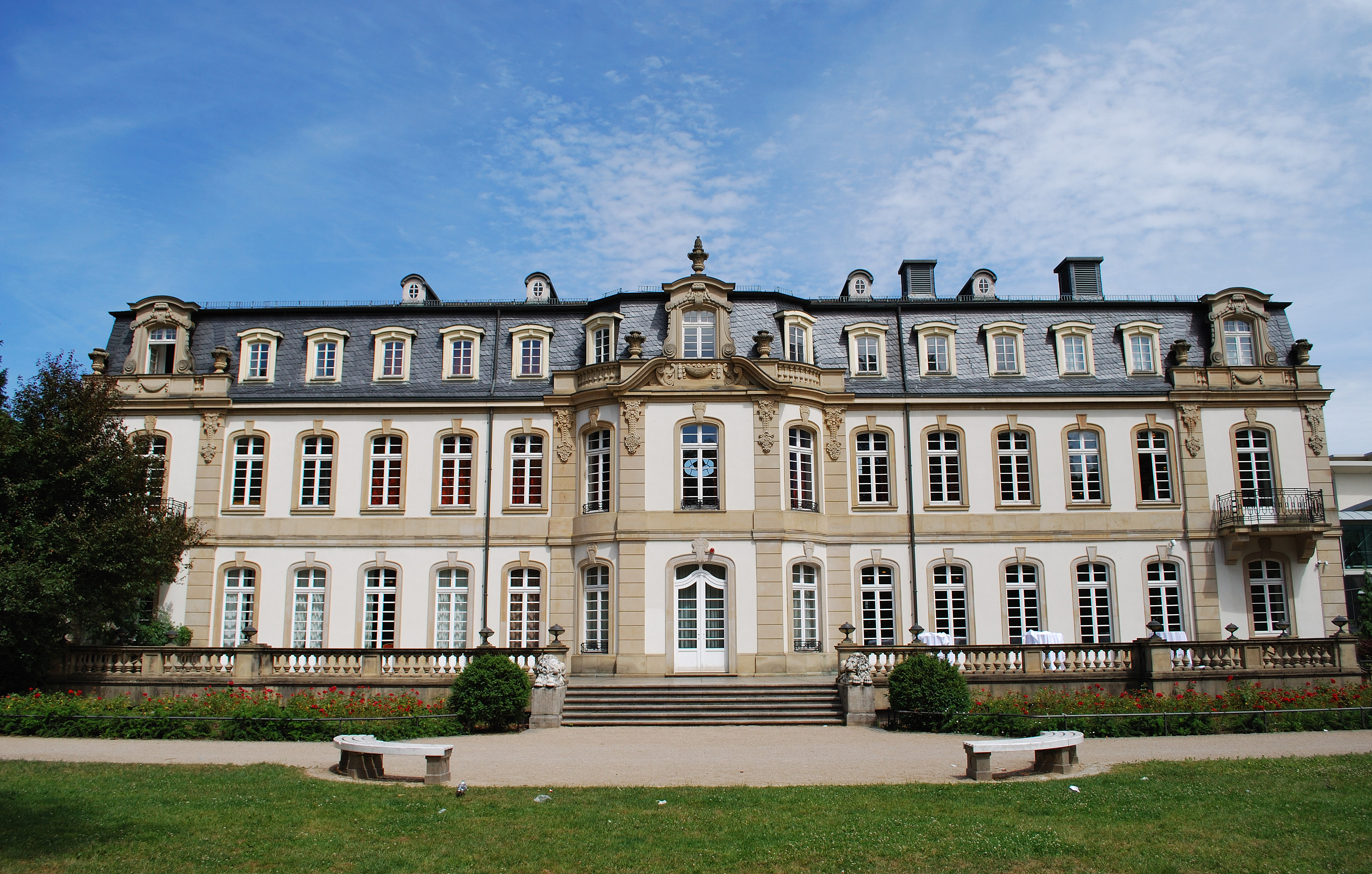
Büsing-Palais in Offenbach
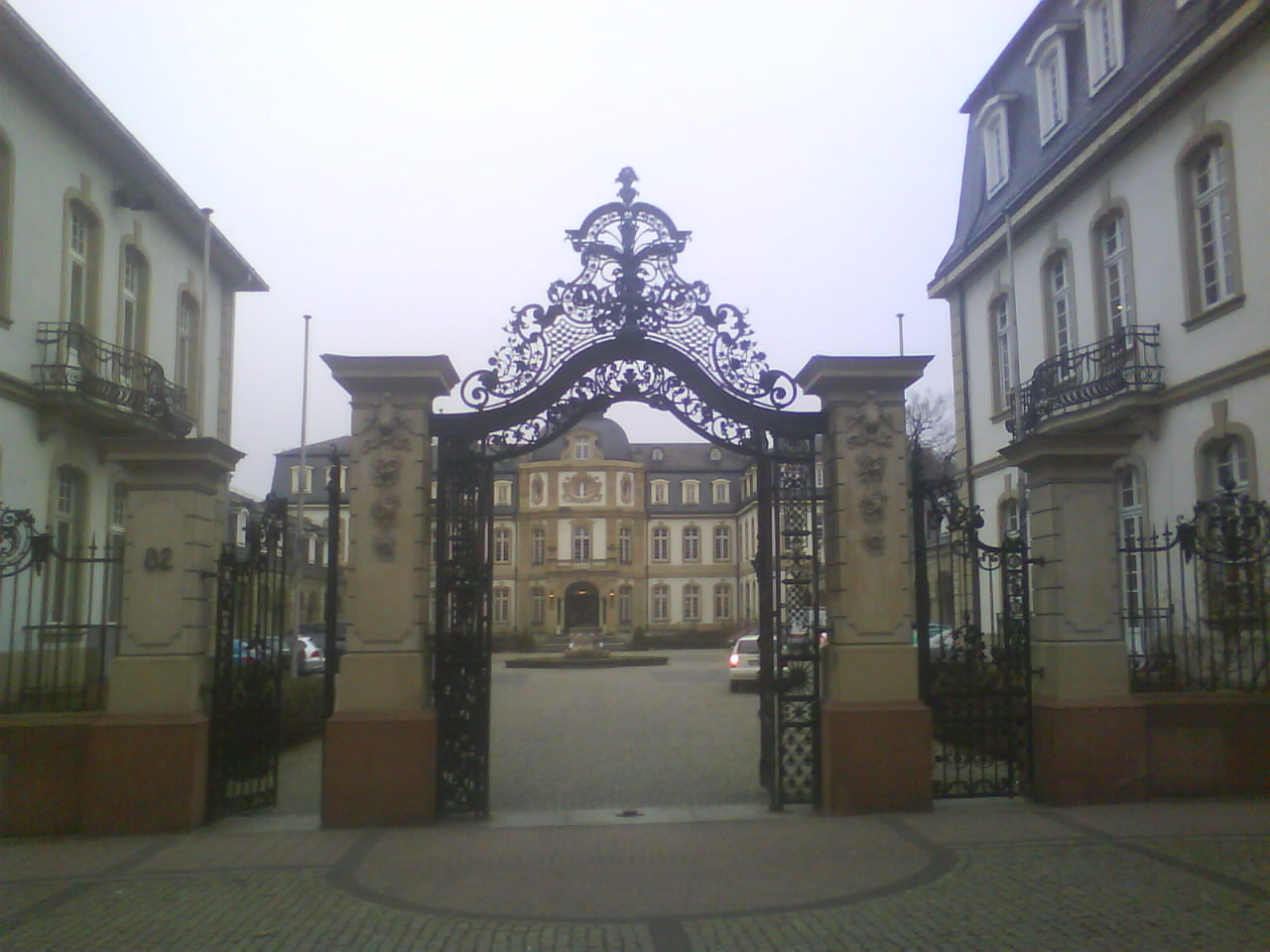
Eingang des Büsing-Palais in Offenbach
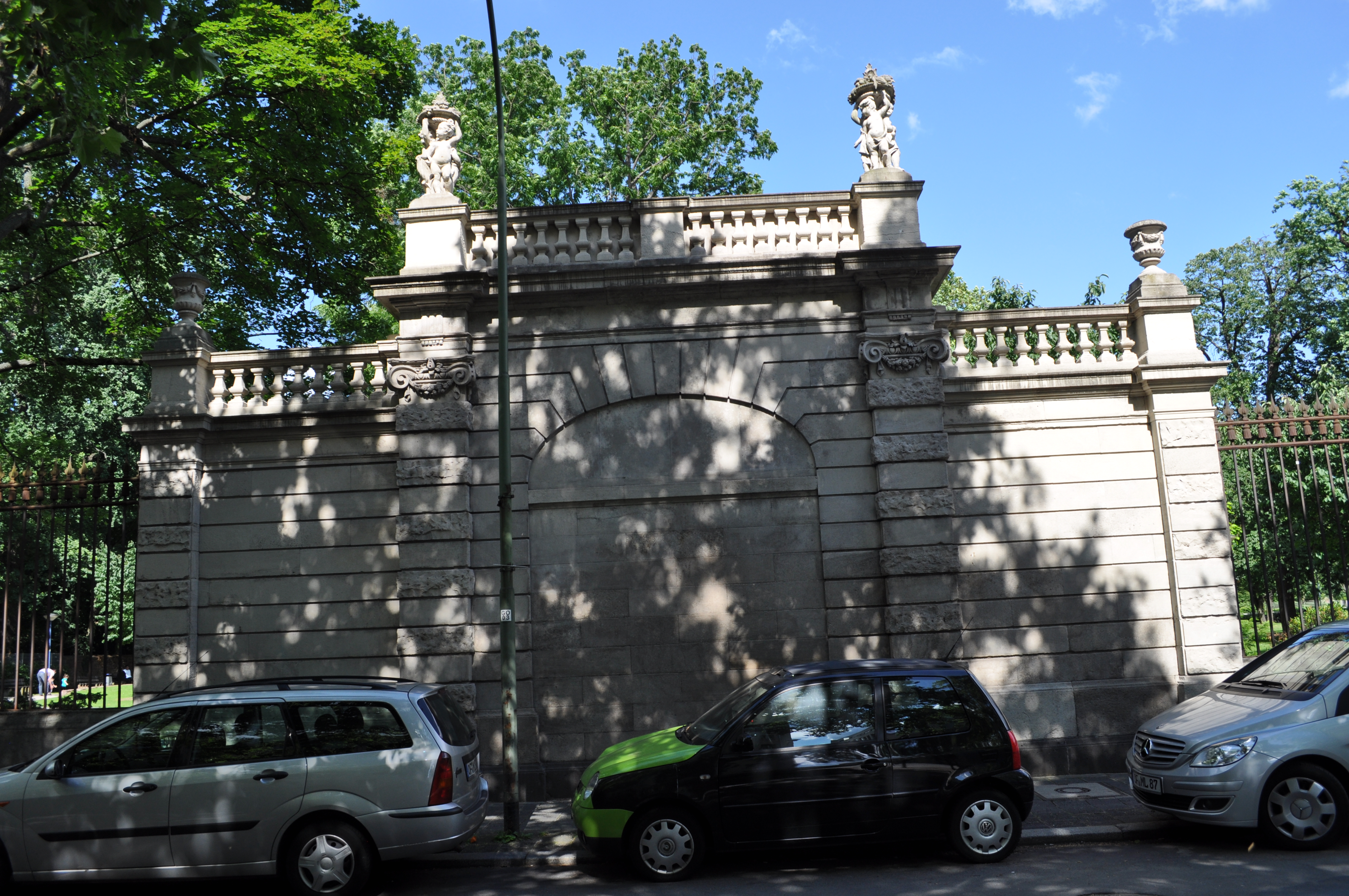
Scheintor im Büsingpark in Offenbach
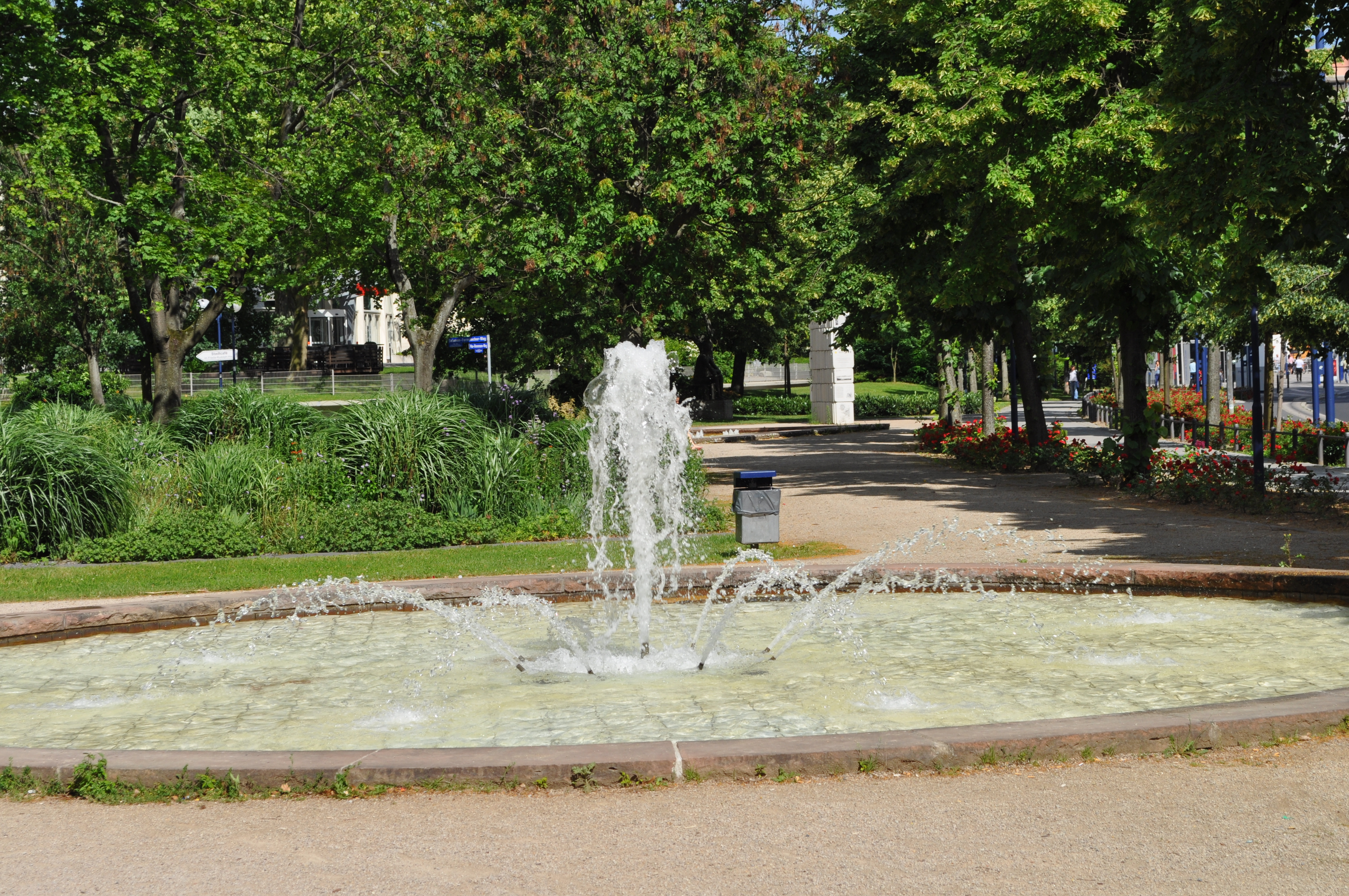
Brunnen im Büsingpark in Offenbach
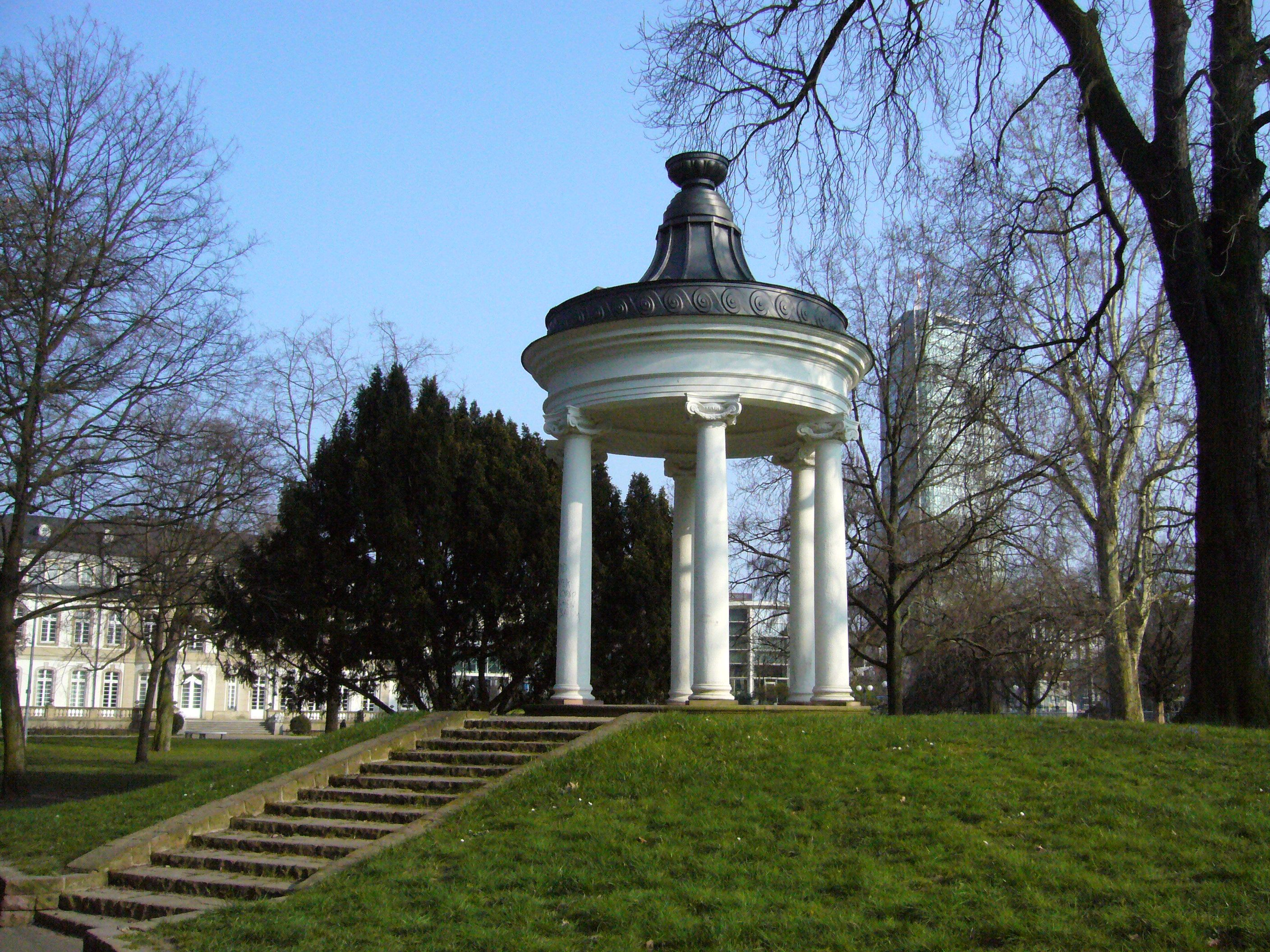
Monopteros im Büsingpark in Offenbach
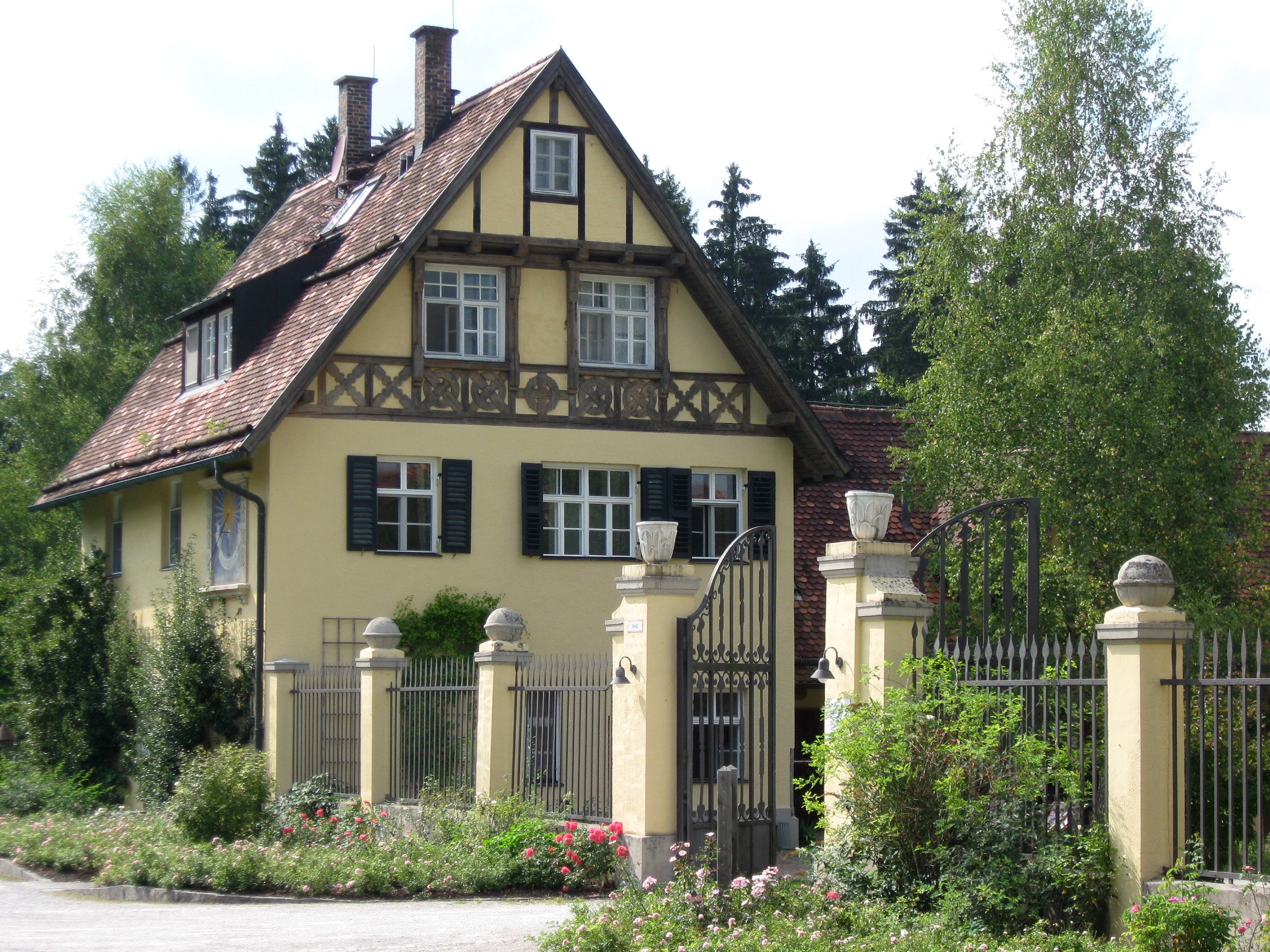
Gestütshof Sonnenhausen
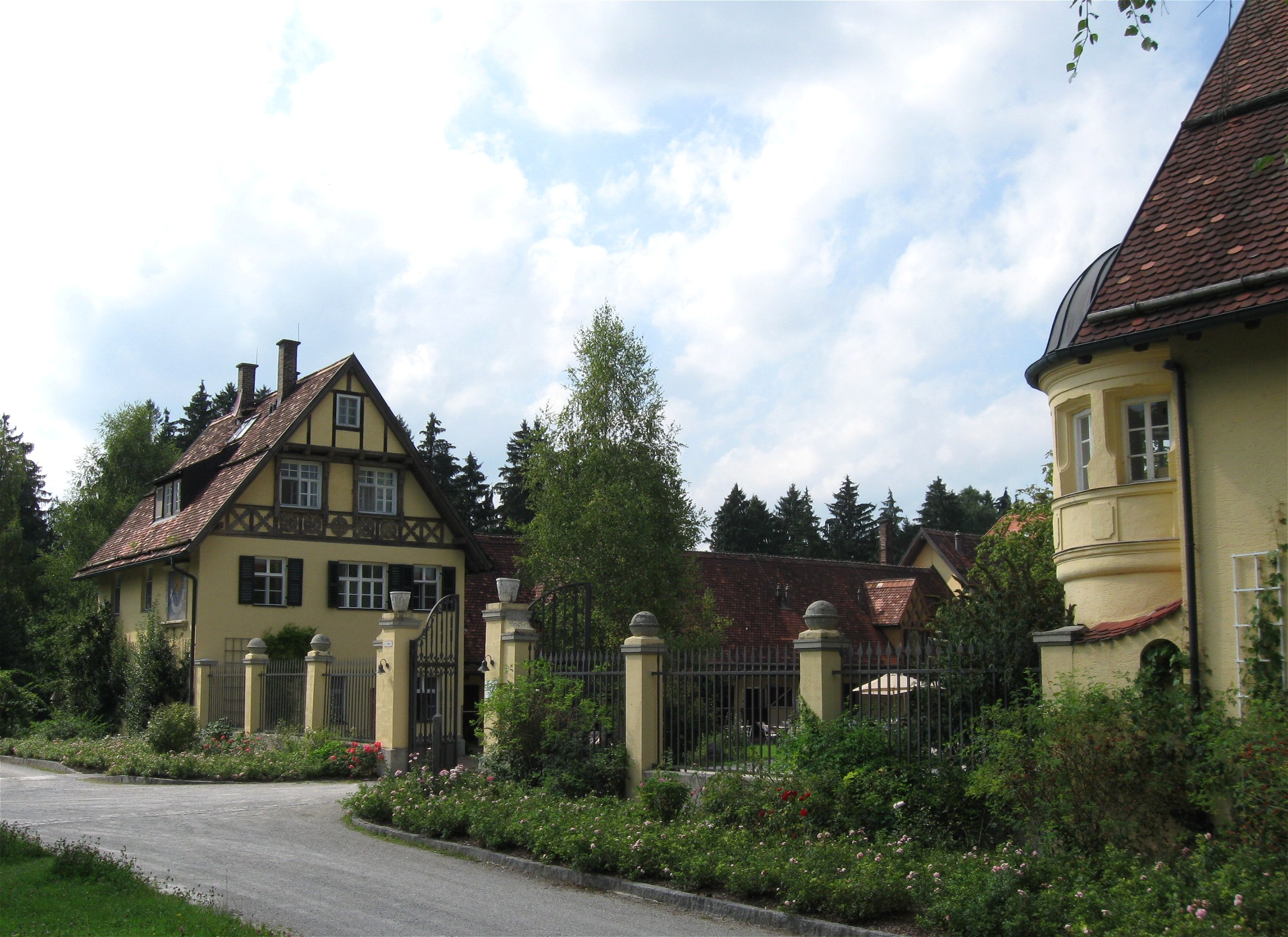
Gestütshof Sonnenhausen
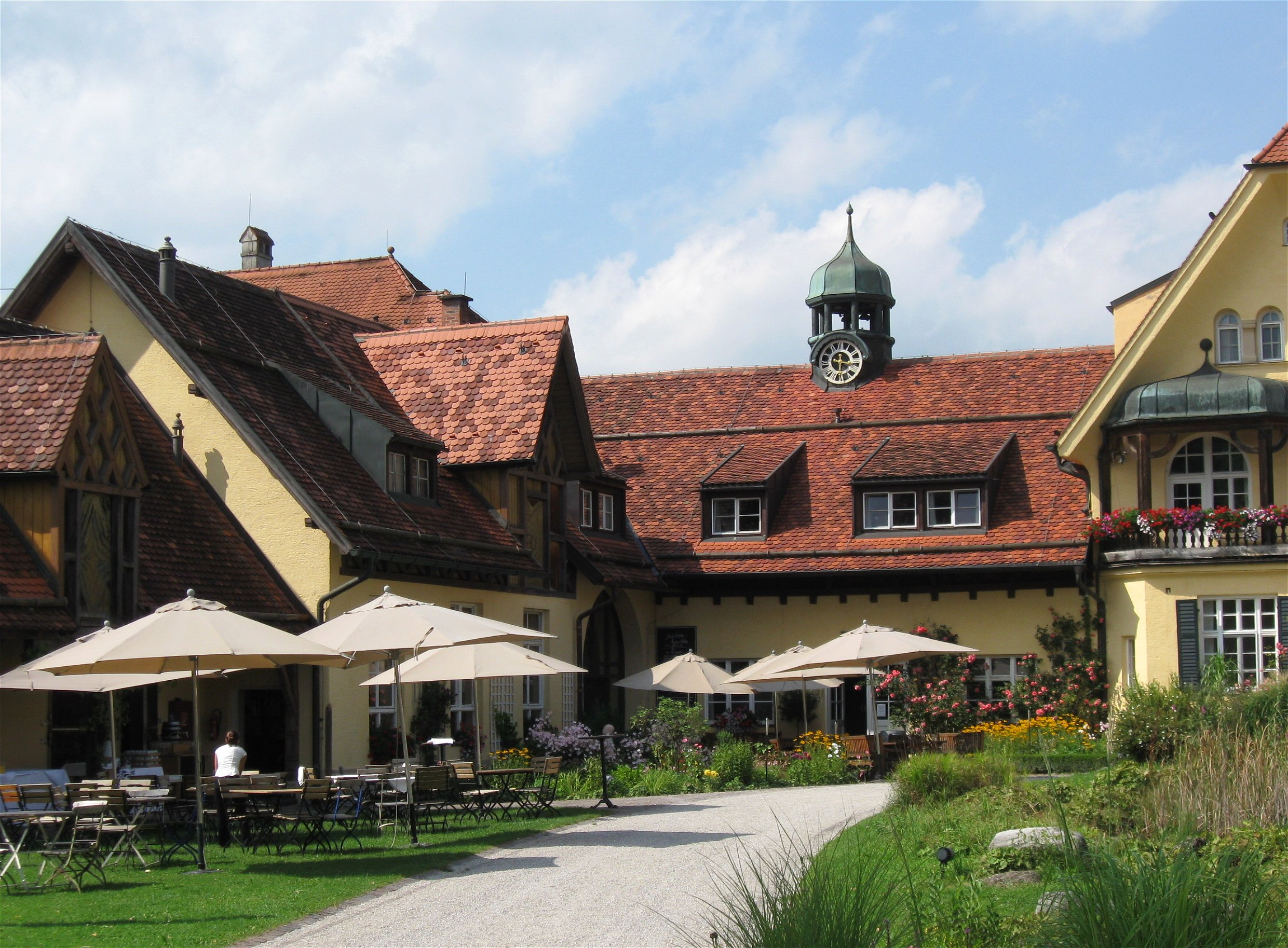
Gestütshof Sonnenhausen
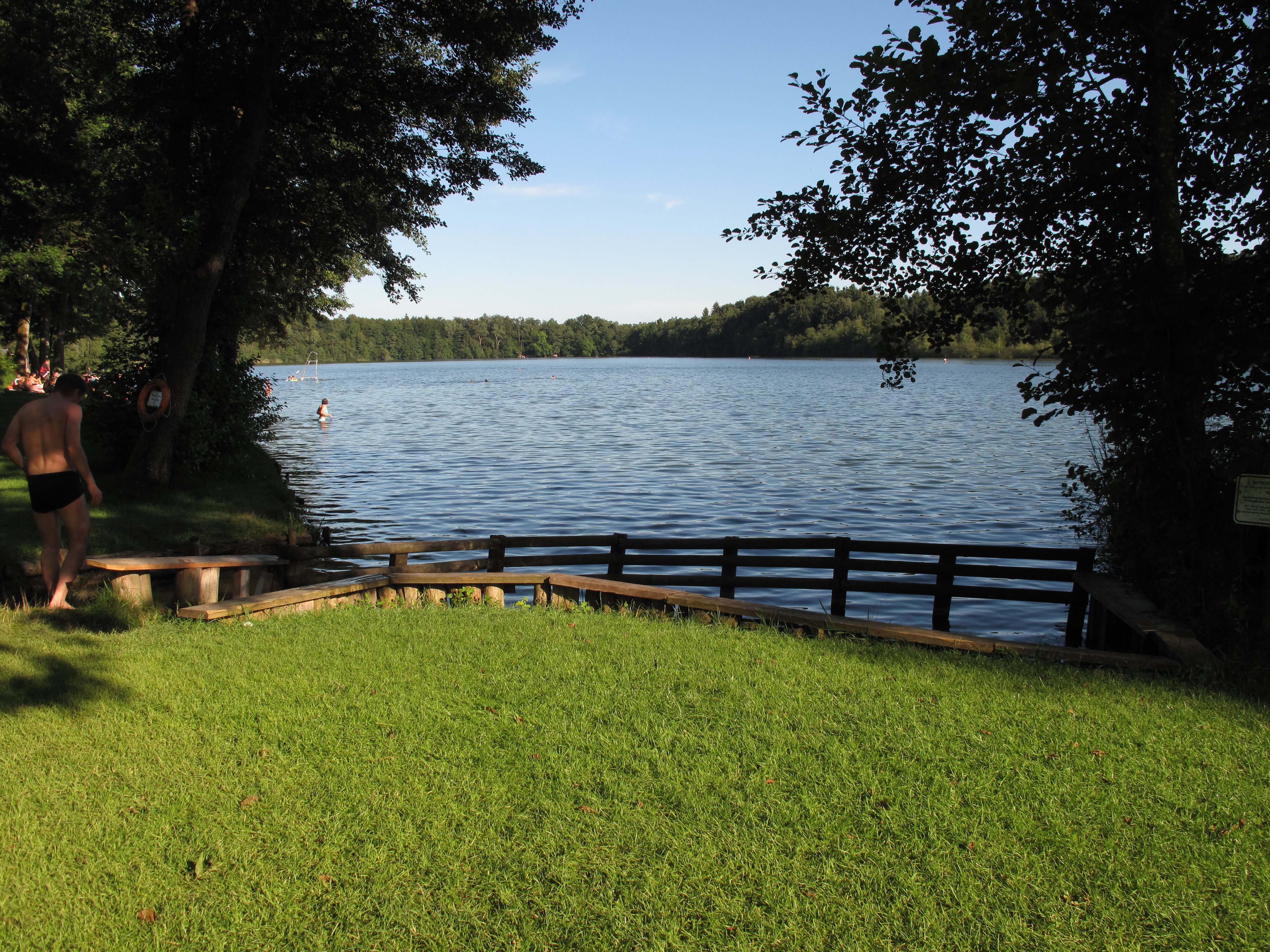
Steinsee
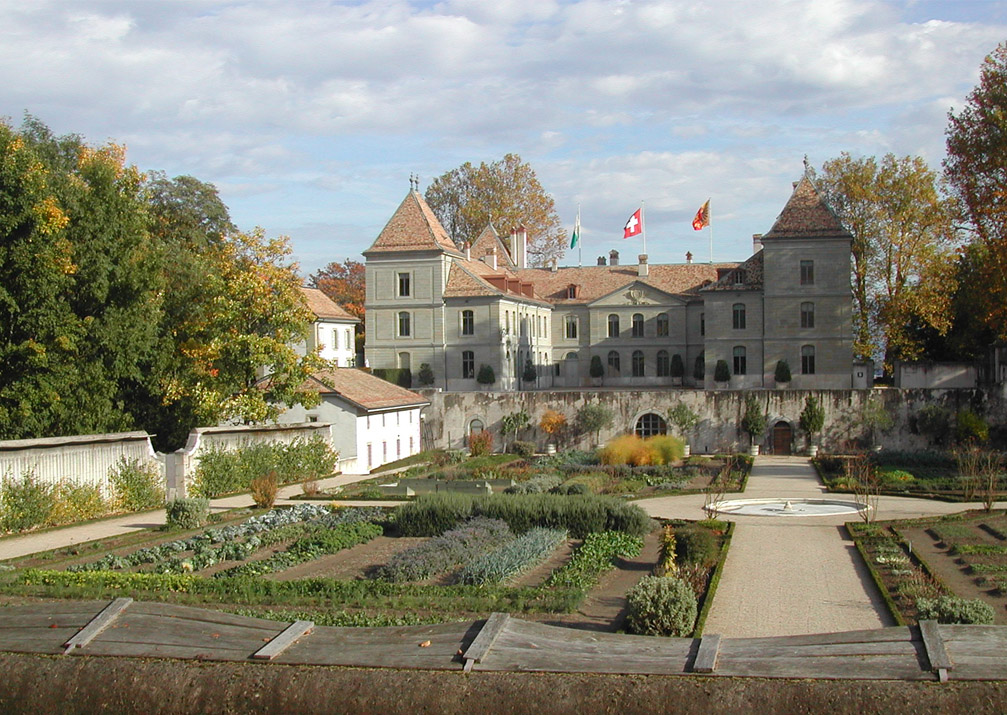
Château de Prangins